# Affrontements de Baragoi
En novembre 2012, une série d'affrontements ethniques entre les tribus Samburu et Turkana du comté de Samburu au Kenya ont entraîné la mort d'au moins 46 personnes, dont des policiers envoyés pour réprimer les violences.

## Contexte
La rivalité tribale et les combats pour le bétail ont été cités comme la principale cause du conflit.

## Chronologie
En novembre 2012, plus de 40 policiers et réservistes du Kenya ont été tués dans la vallée de Suguta, près de Baragoi, alors qu'ils effectuaient une mission visant à récupérer du bétail volé.
En décembre 2012, Quatre personnes ont été tuées et plusieurs autres blessées lors de nouveaux vols de bétail. Cet incident a eu lieu à Kewab à Baragoi.
À la suite de l'incident de novembre, la commission parlementaire kenyane sur la sécurité a envoyé une équipe pour enquêter sur les affrontements.